# 出光謙介
出光 謙介（いでみつ けんすけ、1930年 - ）は、日本の実業家。出光興産厚生年金基金理事長、日章興産株式会社常務取締役、日・豪・ニュージーランド協会理事。

## 人物・経歴
1930年、出光計助（出光興産第2代社長、出光佐三の末弟）の長男として生まれる。弟（計助の二男）は、出光昭（出光興産第7代社長）。
1954年3月、立教大学経済学部経済学科卒業。
大学卒業後、大和銀行（現・りそな銀行）に勤務。
その後、出光興産の関連会社である日章興産常務取締役を務めたほか、出光興産厚生年金基金理事長を歴任した。
公益社団法人 日・豪・ニュージーランド協会理事も務めた。

## 家族・親族
- 父・出光計助 - 出光興産第2代社長、出光佐三（出光興産創業者）の末弟
- 母・杉田キミ - 杉田宗助（和泉貯金銀行監査役）の二女
- 弟・出光昭 - 出光興産第7代社長
- 妻・慶子 - 熊谷三郎四女